# Harry Waldau
Harry Waldau (* 7. April 1876 in Liegnitz als Valentin Pinner; † März 1943 im KZ Auschwitz) war ein deutscher Pianist, Komponist, und Textdichter.

## Leben

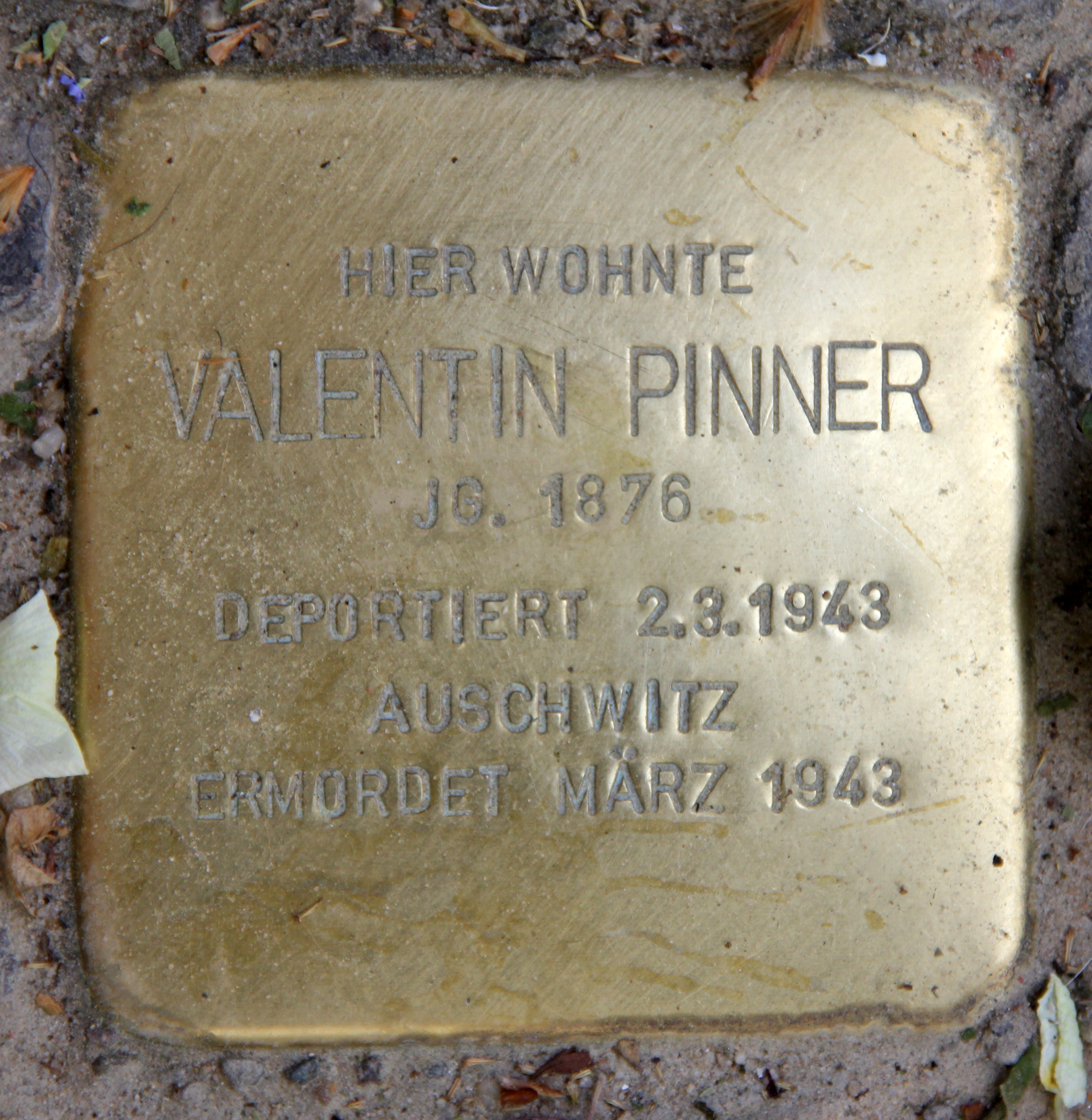
Stolperstein am Haus, Xantener Straße 6, in Berlin-Wilmersdorf

Über Waldaus / Pinners Kindheit und Jugend in Niederschlesien, auch über seine Ausbildung ist bisher nur wenig bekannt. Es wird angenommen, dass er seine Karriere als Sänger und Schauspieler an Possen- und Operettenbühnen begann. Er spielte z. B. 1903 am Berliner Theater in der Posse Einmal 100.000 Thaler von David Kalisch szenisch mit; auch sang er in der Operette Alt Heidelberg.
Pinner lebte in Berlin als Kapellmeister und Pianist und schrieb als Harry Waldau in den 1910er und 1920er Jahren Musik und Texte für die Unterhaltungsbühne und das Kabarett. Namhafte Künstler der Zeit haben sie interpretiert. Von vielen seiner Werke sind Grammophon-Aufnahmen überliefert. Im Kabarett Schall und Rauch wurde er im April 1921 Hauskapellmeister. Zeitweise betrieb er selbst ein Kabarett in Berlin.
Pinner arbeitete mit Textdichtern wie A.O.Alberts, Richard Rillo und Hanns Dekner und mit Komponisten wie Rudolf Nelson, Max Niederberger und Alfred Pickert zusammen. Mit Nelson und Alberts verfasste er 1919 die Revue „Wetten dass…?“, mit Niederberger schrieb er die Operette Der Liebesexpress, die 1931 von der Emelka Münchner Lichtspielkunst AG mit Joseph Schmidt und Therese Giehse verfilmt wurde. Für Leo Aschers Operette Bravo Peggy, die am 29. April 1932 in Berlin Premiere hatte, verfasste er zusammen mit Walter Lichtenberg und Armin L. Robinson das Libretto.
Auch zu mehreren Filmen hat er Musik komponiert. 1914 dirigierte er sogar selber eine Kinokapelle.
Nach der „Machtergreifung“ der Nationalsozialisten 1933 durfte er als Künstler jüdischer Abstammung nicht mehr arbeiten und sah sich rassischer Verfolgung ausgesetzt.
Pinner wohnte zuletzt in Wilmersdorf in der Xantener Straße 6. Im 67. Lebensjahr wurde er am 2. März 1943 aus seiner Wohnung geholt, nach Polen deportiert und dort im KZ Auschwitz umgebracht.
Am 17. Mai 2017 wurde vor seinem ehemaligen Wohnort, Berlin-Wilmersdorf, Xantener Straße 6, ein Stolperstein verlegt.
Harry Waldau ist nicht zu verwechseln mit Theodor Waldau, welcher eigentlich Dorku Goldberg hieß und ebenfalls Schlagerdichter war: als „Wauwau“ verfasste dieser viele Lieder mit Hermann Leopoldi. Er musste am 27. März 1942 im KZ Buchenwald sein Leben lassen.

## Werke
1. Lieder, Tänze, Chansons:
- „Der Betthimmel“: Chanson by Harry Waldau (1912)
- „Der Rattenfänger Walzer“ [für Klavier zu zwei Händen] = The rat-catcher = Le ratier by Harry Waldau. Berlin: Globus-Verl. [ca. 1900]
- „Die Ehespirale“ by Hanns Dekner / Harry Waldau. 82 S.; 8º. Manuskript. Berlin: Verb. Dt. Bühnenschriftsteller u. -komponisten, 1932.
- „Die Kleine“: Chanson by Harry Waldau (1912)
- „Die naive Frau“: Chanson by Harry Waldau (1912)
- „Die rote Mühle“, aus „Wetten, daß“ by Rudolf Nelson / Worte von Harry Waldau (1919)
- „Die unverstandene Frau“: Chanson by Harry Waldau (1912)
- „Die wilde Frau“: Chanson by Harry Waldau (1912)
- „Halali“ by Harry Waldau (1912)
- „Im Liebesgarten“: Intermezzo; Alfred Pickert op. 52 / Text von Harry Waldau (1919)
- „Kleine Mädel müssen schlafen gehen!“ Chanson by Harry Waldau (1920)
- „Maple leaves“: Intermezzo = Ahornblätter by Harry Waldau (1920)
- „Prinzesschens Abenteuer“: Chanson by Harry Waldau (1912)
- „Revanche pour Sédan“: Chanson by Harry Waldau (1912)
- Serenade d’amour: Op. 60 by Harry Waldau. Berlin: Pegasus Theater- und Musikverlag o. J.
- Serenade d’amour = Karnevals-Flirt by Harry Waldau (1920)
- Sérénade d’amour : op. 60; Walzerlied by Harry Waldau (1920)
- „Was will die Rosalinde in Binz und Swinemünde“: Shimmy für eine Singstimme und Klavier by Harry Waldau (1928)
- „Die Kuh“ / Harry Waldau (Chanson) in: So oder so ist das Leben: Chansons und Kabarettlieder von gestern und heute. - p, voc. - Berlin: Dreiklang-Dreimasken Bühnen- u. Musikverl. - Noten. [ca. 2009]. - 34 S.: Noten. Best.-Nr.: UFA 127510.[8]
- „Rixdorfer Polka“ In: Alfred Michows Musikalische Volksbibliothek, Berlin-Charlottenburg. 4 Seiten, Größe etwa DIN A 3
- Sérènade dàmour op.60, für Bandoneon arrangiert von Oskar Seifert. Verlag von O. Seifert, Eppendorf Sa., No.800.[9]
- Extase („Komm an mein Herz, schöne Frau“): Worte und Musik von Harry Waldau. Edition Accord, Berlin W9 Potsdamer Str. 2[10]
- „Mondnacht“. Boston-Lied. Worte und Musik von Harry Waldau. Edition Accord, Berlin W9 Potsdamer Str. 2[11]

2. Musik für das Kabarett:
Waldau betrieb nach dem Ersten Weltkrieg in Berlin das Cabaret „Die Spinne“. Hier begann die Karriere von Willy Rosen als Klavierhumorist.
Einige Schallaufnahmen aus dieser Zeit mit Liedern von Harry Waldau sind auf VOX Schallplatten erhalten geblieben. Hierzu gehören:
- VOX 5069-A Vier Gifte (Text: Harry Waldau) (NE 05/1923)
- VOX 5069-B Der Geist der neuen Zeit (Text: Harry Waldau) (NE 05/1923)
- VOX 5070-A Junge Mädchen wollen Liebe haben (Text: Harry Waldau) (NE 05/1923)
- VOX 5070-B Holla Jazzband (Text: Harry Waldau) (NE 05/1923)

Waldau verfasste neben zahlreichen anderen Werken Lieder für die Berliner Diseuse Claire Waldoff. Hierzu zählen Mensch, komm mal rüber, Warum kiekste mir denn immer uff die Beene oder Die Tausend-Kronen-Note, die in Aufnahmen der Künstlerin erhalten sind:
- Grammophon 14 628 (mx. 522 ax) Mensch, komm mal rüber (Text: Harry Waldau) (NE 03/1923)
- Grammophon 14 628 (mx. 523 ax) Warum kiekste mir denn immer uff die Beene ? (Text: Harry Waldau) (NE 03/1923)
- Grammophon 14 844 (mx. 1324 at) Die Tausend-Kronen-Note (Text: Harry Waldau) (NE 05/1924)[14]

Daneben entstanden Musikbeiträge für das literarische Cabaret. Bekannt wurde der Titel Der Mord in der Villa Marcuse mit der Musik von Rudolf Nelson.
Waldau schrieb auch „Gelegenheitskompositionen“ wie die Weihnachtspolka über das Lied Morgen, Kinder, wird’s was geben.
3. Musik für das Kino
3.1 Begleitmusik zu Stummfilmen
- „Erkämpftes Glück“. Spielfilm Italien 1914, mit Francesca Bertini. Musik (Kino-Musik): Harry Waldau[17]
- „Welker Lorbeer“. Spielfilm Deutschland 1916, Regie: Walter Schmidthässler. Musik (Kino-Musik): Harry Waldau[18][19]

3.2 Musik für den Tonfilm
- „Zapfenstreich am Rhein“. Spielfilm Deutschland 1930, Regie: Jaap Speyer. Musik: Walter Sieber, Will Rollins, Harry Waldau, Willy Rosen, Karl Knauer, Friedrich Hollaender, Willy Schmidt-Gentner[20]
- „Der Liebesexpreß“. Spielfilm Deutschland 1930/1931, nach der gleichn. Operette. Regie: Robert Wiene, Musik Max Niederberger und Harry Waldau. Liedtexte von Robert Gilbert.[21]

3.3 Waldau dirigierte 1914 im Lichtspieltheater »Cines Nollendorffplatz« die Begleitmusik zu den Filmen
- „Otto heiratet“. Spielfilm Frankreich 1914 (in diesem zweiaktigen Stummfilm spielt der bekannte Coupletsänger Otto Reutter unter der Regie von Heinrich Bolten-Baeckers)[23][24][25]
- „Der Schuss“. Spielfilm Schweden 1914[26]
- „Sanitätshunde im Kriegsdienste“. Dokumentarfilm Deutschland 1914[27]

## Hörbeispiele
- youtube „Warum kiekst du mir denn immer uff de Beene?“ (Harry Waldau) Fritzi Frou [gebürtig Emma Frühling] mit Orchesterbegleitung. Beka B.5153-I (Matr. 32 468) aufgen. 9. August 1924 in Berlin
- youtube Es grüßt der Stephansturm die Berolina (Harry Waldau und Hanns Dekner) Engelbert Milde mit Orchesterbegleitung. Tri-Ergon T.E.5481 (Matr. 02195), aufgen. 1928 in Berlin
- youtube Madam Loulou (Musik: Harry Waldau, polnischer Text: Konrad Tom) Adam Aston [gebürtig Adolf Loewinsohn][28] mit „Syrena“-Orchester, Syrena Electro 9214 (Matr. 24 761), aufgen. 1934 in Warschau